# Nada Klaić
Nada Klaić (n. 21 iulie 1920, Zagreb – d. 2 august 1988, Zagreb) a fost o istorică croată. O mare parte din lucrările ei au fost dedicate criticii surselor medievale.

## Carieră academică
Nada Klaić s-a născut în Zagreb, fiind strănepoata istoricului Vjekoslav Klaić și sora arhitectului peisagist Smiljan Klaić. Ea a fost profesor universitar și o proeminentă medievalistă croată, a absolvit Facultatea de Filosofie a Universității din Zagreb, la care ulterior a predat timp de 45 de ani. Și-a început cariera didactică și științifică la Departamentul de Istorie al facultății în 1943, devenind profesoară de istorie medievală a Croației în 1969. A ocupat această poziție până la moartea ei din 1988.
Din 1946, când și-a obținut doctoratul cu teza „Političko i društveno uređenje Slavonije za Arpadovića” (Organizarea politică și socială a Slavoniei sub dinastia Árpád), și-a petrecut zeci de ani în cercetarea istoriei medievale a Croației. Nada Klaić a adunat rezultatele cercetărilor ei intense, publicate mai întâi în jurnale și lucrări academice, monografii și statistici ale istoriei Croației.

## Studii istorice
A cercetat perioada delimitată de ajungerea slavilor și până în secolul al XIX-lea. Sub influența lui M. Barada, Lj. Hauptmann, B. Grafenauer și J. Šidak, a contribuit la medievalismul croat prin lucrări despre istoria socială. Cartea „Istoria Iugoslavilor II” (1959) include viziunea ei cuprinzătoare cu privirea la istoria Croației din perioada imediat următoare Evului Mediu.
A acordat o atenție deosebită istoriei orașelor, lucru care se observă în mai multe lucrări: „Zadar, în Evul Mediu până în 1409” (împreună cu Ivo Petricioli, 1976), „Zagreb în Evul Mediu” (1982), „Note despre Vulkovar în Evul Mediu” (1983), „Trogir în Evul Mediu: viața publică a orașului și a locuitorilor” (1985), „Koprivinca în Evul Mediu” (1987).